# أحمد السويلميين
أحمد علي عايد السويلميين (12 يوليو 1960 -) عسكري وسياسي أردني برتبة لواء، مدير قوات الدرك الأردنية السابق وعضو مجلس الأعيان الأردني السادس والعشرون والسابع والعشرون. عُيّن في مجلس الأعيان الأردني بإرادة ملكيّة بتاريخ 25 نوفمبر 2015.

## حياته ونشأته
مواليـد: 12 يوليو 1960 في عمان
- الحالة الاجتماعية: متزوج .
- المؤهلات العلميـة :درجة البكالوريوس في العلوم الإدارية والعسكرية .[5]

### المؤهلات والدورات
| 1. دورة الصاعقة للضباط . 2. دورة المظليين للضباط . 3. دورة المشاة التأسيسية للضباط . 4. دورة التايكواندو التأسيسية . | 1. دورة الأمن والحماية . 2. دورة المشاة المتقدمة . 3. دورة تكنولوجيا المعلومات . 4. دورة القيادة والأركان . | 1. دورة التزلج على الثلج (النمسا) . 2. دورة الأمن والحماية المتقدمة (أمريكا) . 3. دورة المتفجرات الخاصة (أمريكا) . 4. دورة الحماية والاستطلاع (أمريكا) . |

## مناصب
عمل ضابطاً في القوات المسلحة الأردنية وتدرج في عدد من المناصب أهمها :
1. التحق بالقوات المسلحة الأردنية عام 1981 وتخرج من الأكاديمية العسكرية عام 1983 برتبة ملازم .
2. شغل منصب قائد فصيل المشاة .
3. شغل منصب قائد سرية المشاة .
4. مرافق عسكري لصاحب السمو الملكي الأمير محمد بن طلال 1987- 1988.
5. ضابط ركن استخبارات في القصر الملكي 1989 - 1991 .
6. ركن أول عمليات في لواء الحسين بن علي 2002.
7. قائد لواء حمزة بن عبد المطلب «سيد الشهداء» الحرس الملكي 2002 - 2005 .
8. رئيس شعبة التنسيق في مديرية رئاسة هيئة الأركان المشتركة 2006- 2008.
9. مدير مديرية رئاسة هيئة الأركان المشتركة 2009.
10. قائد الشرطة العسكرية الملكية 2009 - 2013 .
11. تشرف بمرافقة الملك عبد الله الثاني ابن الحسين من عام 1991 - 2001 وبشكل استثنائي تم ترفيعه ميدانياً إلى رتبة عقيد من قبل الملك في عام 2002 .
12. مديراًعاماً لقوات الدرك من 30/5/2013م وحتى الآن,بتاريخ 3/10/2013م صدرت الإرادة الملكية السامية بترفيعه إلى رتبة لواء.

### المشاركات الخارجية
| 1. المؤتمر الوطني الفلسطيني . 2. مؤتمر قمة الوفاق والاتفاق . 3. مؤتمر الاتحاد العربي . | 1. مؤتمر دافوس في النمسا . 2. مؤتمر دافوس في الأردن ( مسؤول الأمن ) . 3. مؤتمر المرأة العالمي ( مسؤول الأمن ) . |

## أوسمة
| 1. شارة الكفاءة القيادية . 2. شارة الكفاءة الإدارية . 3. شارة الكفاءة الميدانية . 4. وسام اليوبيل الفضي . | 1. وسام الاستحقاق العسكري من الدرجة الثانية . 2. وسام الكوكب من الدرجة الثانية . 3. شارة تقدير الخدمة الطويلة المخلصة . | 1. الوسام النمساوي . 2. الوسام الفرنسي . 3. شارة قمة الوفاق والاتفاق . |